# 罗博深
罗博深 （英語：Po-shen Loh，1982年6月18日—）是卡内基·梅隆大学数学副教授、国际数学奥林匹克竞赛美国国家队的教练。在他的执教下，美国奥数队在2015年、2016年、2018年及2019年赢得比赛（2019 年美国与中国并列第一），是美国自1994年以来首次重新获胜。

## 生平
罗博深曾于1999年参加国际数学奥林匹克竞赛，为美国赢得银牌。此外，罗博深也开设课程，为普特南数学竞赛培训学生，称为普特南研讨会（Putnam Seminar）。罗博深亦是教育网站 Expii 的创始人。他还在卡内基梅隆大学教授离散数学和极限组合学课程。

## 家庭
罗博深是新加坡裔美国人，父母来自新加坡，祖籍分别是广州和汕头。父亲罗伟贤是威斯康星大学麦迪逊分校统计学专业教授。母亲李月娥曾是新加坡高中数学老师。他以 4.3 的平均成绩，毕业于加州理工学院，并曾在普林斯顿大学担任赫兹研究员（Hertz Fellow）。

## 荣誉
2019年获得美国青年科学家与工程师总统奖。